# Topaz (film)
Topaz este un film thriller cu spioni din 1969 în regia lui Alfred Hitchcock. 

## Prezentare
Filmul prezintă o complicată intrigă internațională. De la un înalt demnitar sovietic, care fuge cu familia în Statele Unite, C.I.A. află că rușii trimit și instalează rachete nucleare în Cuba. Toate resorturile sunt puse imediat în mișcare; americanii solicită ajutorul colegilor francezi, agenții dubli mișună, relațiile amoroase sunt strict din interes, lichidările se fac fără scrupule; tabere certe nu există, ci doar interese.

## Distribuție

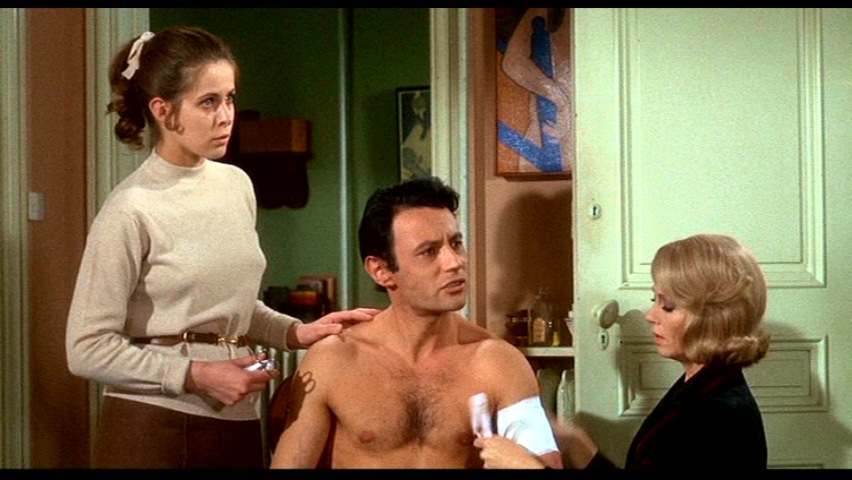
Dany Robin, Michel Subor și Claude Jade în Topaz

- Frederick Stafford ca André Devereaux
- Dany Robin ca Nicole Devereaux
- Karin Dor ca Juanita de Cordoba
- John Vernon ca Rico Parra
- Claude Jade ca Michèle Picard
- Michel Subor ca François Picard
- Michel Piccoli ca Jacques Granville
- Philippe Noiret ca Henri Jarré
- Roscoe Lee Browne ca Philippe Dubois
- Per-Axel Arosenius ca Boris Kusenov
- John Forsythe ca Michael Nordstrom
- Edmon Ryan ca McKittreck
- Sonja Kolthoff ca Mrs. Kusenov
- Tina Hedström ca Tamara Kusenov (menționată ca  Tina Hedstrom)
- John Van Dreelen ca Claude Martin
- Donald Randolph ca Luis Uribe (menționat ca  Don Randolph)
- Roberto Contreras ca Muñoz
- Carlos Rivas ca Hernandez
- Roger Til ca Jean Chabrier
- Lewis Charles ca Pablo Mendoza
- Sándor Szabó ca Emile Redon (menționat ca  Sandor Szabo)
- Anna Navarro ca Carlotta Mendoza
- Lew Brown ca  Oficial american
- John Roper ca Thomas
- George Skaff ca René d'Arcy
- Ann Doran ca Mrs. Foryth